# Koszarawa (rzeka)
Koszarawa – rzeka górska, prawy dopływ Soły. Jej źródłowe potoki spływają z zachodnich stoków Jałowca, północno-zachodnich Przełęczy Suchej i północno-wschodnich Lachowego Gronia. Najwyżej położone źródła znajdują się na wysokości około 1000 m. Początkowo spływa w północno-zachodnim kierunku pomiędzy grzbietami Jałowca i Lachowego Gronia, później zakręca w południowo-wschodnim kierunku przepływając przez miejscowość Koszarawa. Poniżej miejscowości Przyborów znów zmienia kierunek na północno-zachodni, przepływa przez Jeleśnię, Mutne, Pewel Małą i Świnną. W centrum miasta Żywiec, przed samym mostem kolejowym, na wysokości 344 m uchodzi do Soły.
Koszarawa przepływa przez tereny trzech gmin Koszarawa, Jeleśnia, Świnna i Żywiec. Pod względem geograficznym koryto rzeki i jej zlewnia znajdują się w trzech mezoregionach. Od źródeł aż do ujścia potoku Przybyłka jest to Beskid Makowski (Pasmo Przedbabiogórskie), od ujścia Przybyłki do zachodnich podnóży Pasma Pewelskiego Koszarawa tworzy granicę między Beskidem Makowskim a Beskidem Żywieckim, wreszcie po opuszczeniu gór, wypływa na Kotlinę Żywieckią.
Nazwa rzeki pochodzi z języka wołoskiego (por. rum. coşar – „stodoła, obora”), na Podhalu i w Beskidach polskich koszar oznacza „przenośną zagrodę dla owiec”.
Żywiecki wójt Andrzej Komoniecki w swym sporządzanym na początku XVIII w.  „Dziejopisie Żywieckim” używał nazwy „Koszorawa”. We wstępie do „Dziejopisu”, w rozdziale p.t. „Koszorawa rzeka skąd początek ma i które rzeki w nię wpadają” pisał: Ta rzeka stąd nazwana jest Koszorawą, iż ona początek swój bierze i źródłem wypada skosem od Orawy jakoby z kosza orawskiego, to jest z Kotarza albo granic orawskich, i płynie przez wieś nazwaną Koszorawy, obsadziwszy naonczas tę wieś na koszarach bydlęcych lub owczych. A wypływa ta rzeka od gronia albo góry Jałowczyka, gdzie granice się podgórskie, suskie i żywieckie dzielą.
Długość całkowita Koszarawy wynosi 33,7 km. Jest ona największym dopływem Soły: długość Soły do ujścia do niej Koszarawy jest większa tylko o ok. 6 km. Bieg Koszarawy można podzielić na trzy odcinki: górny (do ujścia Krzyżowej), środkowy (w obrębie dna Kotliny Jeleśniańskiej) oraz dolny (poniżej Kotliny Jeleśniańskiej). Spadki rzeki na poszczególnych odcinkach wynoszą 31% (odcinek górny), 6,9% (odcinek środkowy) i 1,8% (odcinek dolny). Koszarawa jest ciekiem w znacznej większości nieuregulowanym. W środkowym i dolnym biegu wzdłuż koryta ciągną się szerokim pasem kamieńce, w granicach których rzeka meandruje i rozwidla się na kilka ramion, które niżej znów się łączą. Cechą charakterystyczną dorzecza Koszarawy jest jego wyraźna asymetria. Rzeka posiada jedynie dwa większe dopływy prawobrzeżne oraz znacznie więcej znaczących dopływów lewobrzeżnych. Potoki te spływają z północnych stoków Pasma Babiogórskiego (Bystra, Głuchówka, Jaworzynka, Przyborówka i Krzyżówka), z masywu Pilska (Krzyżowa z Glinnym, Sopotnia z Sopotnianką) oraz z Beskidu Makowskiego (Pewlica z Pewli Wielkiej i Pewlica z Pewli Ślemieńskiej).
Największe dopływy to: Bystra (lewy), Krzyżówka (lewy), Pewlica (Jeleśniańska) (prawy), Sopotnia (lewy).

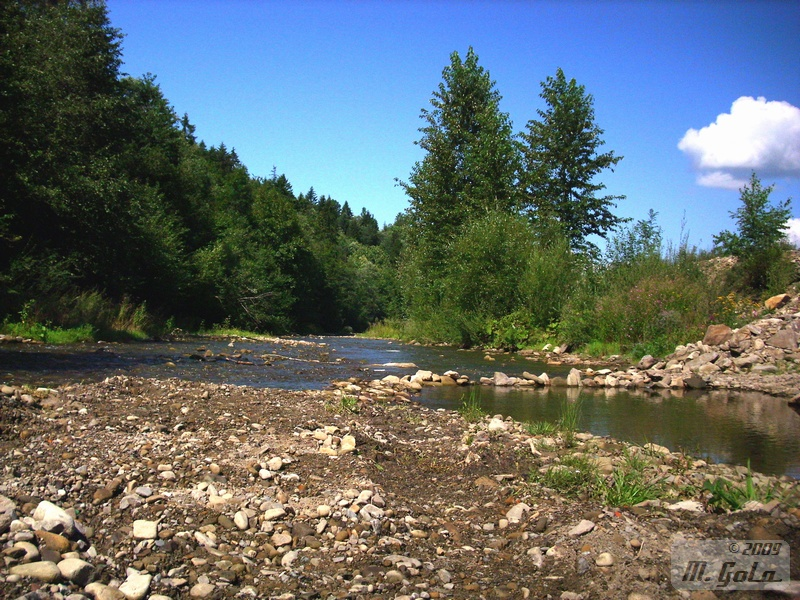
Rzeka Koszarawa w Przyborowie